# GYPE
GYPE (англ. Glycophorin E (MNS blood group)) – білок, який кодується однойменним геном, розташованим у людей на короткому плечі 4-ї хромосоми.  Довжина поліпептидного ланцюга білка становить 78 амінокислот, а молекулярна маса — 8 463.
| 10         |  | 20         |  | 30         |  | 40         |  | 50         |
| ---------- |  | ---------- |  | ---------- |  | ---------- |  | ---------- |
| MYGKIIFVLL |  | LSGIVSISAS |  | STTGVAMHTS |  | TSSSVTKSYI |  | SSQTNGITLI |
| NWWAMARVIF |  | EVMLVVVGMI |  | ILISYCIR   |  |            |  |            |

A: Аланін

C: Цистеїн

E: Глутамінова кислота

F: Фенілаланін

G: Гліцин

H: Гістидин

I: Ізолейцин

K: Лізин

L: Лейцин

M: Метіонін

N: Аспарагін

Q: Глутамін

R: Аргінін

S: Серин

T: Треонін

V: Валін

W: Триптофан

Задіяний у такому біологічному процесі як поліморфізм. 
Білок має сайт для зв'язування з сіаловими кислотами. 
Локалізований у мембрані.